# 沈徳符
沈 徳符（しん とくふ、1578年 - 1642年）は、明代の文人。字は景倩・虎臣。嘉興府秀水県の出身。
父に従って北京におり、万暦46年（1618年）の挙人である。音律に精通しており、故事来歴を熟知していた。欧陽脩の『帰田録』の体裁に倣って、随筆を書き、記録していた。郷里に帰った後、『万暦野獲編』を撰述し、万暦34年（1606年）に完成している。

## 生涯
万暦6年（1578年）、北京で生まれた。父の沈自邠は万暦5年（1577年）の進士で、翰林院検討を授かり、『大明会典』の編集にも関与していた。この父が史官であったことが、沈徳符にも大きな影響を与えており、幼少から、朝野の故事を聞くことを好んでいた。また、当時士大夫や、故家の遺老、中官勲戚などと多く往来しており、明代における時事や典故に博識となった。
沈徳符が12歳の時、父が逝去し、母に従って、故郷に戻っている。祖父の沈啓原は、もともと、陝西按察副使であったが、弾劾を受けて、任を解かれ、帰郷し、長渓村にいた。ここには、沈啓原の父の沈謐が、万書楼三楹を建てていたが、沈啓原は、さらに多くの書籍を集め、「万書楼」を「芳潤楼」に拡大し、終日読書し、城市には赴かなかった。沈徳符が郷里に戻った後、祖父から読書を習い、その祖父の講義する典故を聞いていた。数年後、祖父は亡くなったが、沈徳符は、その蔵書の中で、読書を続けていた。これが後年の学問の基礎となり、『万暦野獲編』などで結実したのである。
『万暦野獲編』30巻は、万暦34年（1606年）から翌年にかけて成立している。万暦46年（1618年）、沈徳符は挙人となった。翌年、礼部の会試を受けたが落第し、故郷に戻り、著述に専念し、「続編」12巻を完成させたのである。正編と続編には、12年の差がある。
崇禎15年（1642年）に、享年は65歳で逝去した。生前には『万暦野獲編』は刊行されていない。
沈徳符は、母親に仕えることはなはだ篤かった。
沈徳符の弟の沈鳳（字は超宗）は、才能に富んでいたが、早くに病で亡くなっている。董其昌がかつて言うには、「沈鳳の死後、私の書法を伝える人物がいなくなった」。
沈徳符の子の沈克家もまた、大変読書を愛した。

## 著作
- 『万暦野獲編』
- 『万暦前三朝朝章国故里巷瑣語』
- 『靡不備戦』
- 『秦璽始末』
- 『飛鳧語略』
- 『敝帚軒剰語』
- 『清権堂集』
- 『顧曲雑言』：本書は、雑劇の南北曲の考証をするもので、現代でも重要な資料である。